# Napo, Baise
Napo är ett härad i Baises stad på prefekturnivå i den autonoma regionen Guangxi i sydligaste Kina.